# Lycaena pretiosa
Lycaena pretiosa är en fjärilsart som beskrevs av Lang 1884. Lycaena pretiosa ingår i släktet Lycaena och familjen juvelvingar. Inga underarter finns listade i Catalogue of Life.